# Gozilo

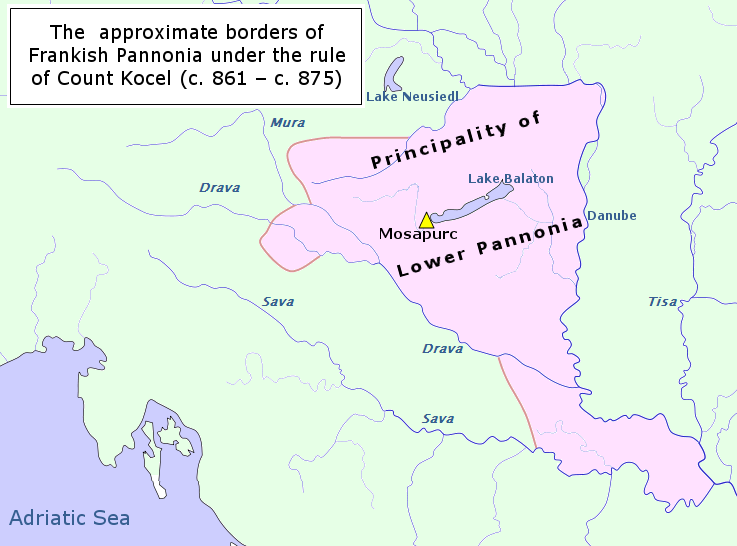
Território de Gozilo

Gozilo (em latim: Gozilus; fl. 861–874), também conhecido como Cozil (Chozil), Cozilão (Chozilo), Cezilão (Chezilo), Cotzeles (em grego medieval: Κοτζέλης; romaniz.: Kotzéles), Cotzilis (em grego medieval: Κοτζίλης; romaniz.: Kotzilis; em eslovaco: Koceľ; em eslovena e servo-croata: Коцељ; transl.: Kocelj), foi um governante eslavo da Panônia Superior, conhecida pela historiografia como Principado de Balatão. Ele foi um vassalo da Frância Oriental intitulado conde (comes) e acredita-se que governou entre 861/864 e 876.

## Vida
Gozilo foi o filho de Pribina, um duque eslavo instalado pelos francos na Panônia Superior em ca. 838 ou 840; Bowlus acredita que nasceu em ca. 820. Em 861, fez uma doação significativa ao Mosteiro de Frisinga, mostrando que tinha uma sólida posição social e política. Segundo Bowlus, esse documento indica que Pribina morreu, e Gozilo sucedeu-o. Luís, o Germânico (r. 817–873) instalou Gozilo como governante da Panônia Superior em 864, em sua sede em Mosapurgo-Zalavar, no lago Balatão. Ele tinha a "Panônia Superior" (em latim: Pannonia inferioris) em 865, quando o arcebispo Adaluíno de Salzburgo visitou suas terras duas vezes. Em 867, no caminho da Morávia para Roma, Cirilo e Metódio encontraram-se com Gozilo e ao conseguiram ganhar muito influência sobre ele, Gozilo decidiu apresentar e promover a liturgia eslava da Igreja Velha. Gozilo honrou os irmãos missionários, supostamente aprendeu o glagolítico e apresentou-lhes os 50 alunos que deveriam ensinar. Além disso, como eles não queriam aceitar ouro e prata, Gozilo e Rastislau (r. 846–870) supostamente libertaram 900 prisioneiros.
Em 869, pediu que enviassem Metódio à Panônia como legado e defendeu-se contra pretensões do arcebispo salzburguense. Por algum tempo entregou seu território à diocese de Metódio, que havia sido nomeado arcebispo da Morávia, com sede em Sírmio, por Adriano II (r. 867–872), que enviou mensagens para , entre outros, Gozilo, cujo território ficava dentro de sua jurisdição. Nesse contexto, menciona-se na Vida de Clemente (em latim: Vita Clementis) e Vida de Metódio (em latim: Vita Methodii) que Gozilo enviou uma carta a Adriano solicitando que Metódio fosse enviado a ele ou consagrado bispo da Panônia, o que Adriano respondeu enviando Metódio com uma resposta para Rastislau, Gozilo e Zuentibaldo I (r. 867–894); na carta que Metódio levou consigo estava escrito que a liturgia eslava era permitida, desde que os textos fossem lidos primeiro em latim. Após receber a carta, Gozilo enviou-o a Roma com 20 discípulos para que o papa consagrasse-o bispo panônio.
A Panônia foi mantida por Gozilo e os marqueses bávaros em 871; ele gozou independência, como visto em suas conversas com o papa. Cerca de 873, Gozilo recebeu uma carta do papa João VIII (r. 872–882) alertando-o a prestar atenção à indissolubilidade do sacramento do casamento em seu domínio. Em 874, após o conflito morávio, continuou a governar o vale do Drava, presumivelmente sob Carlomano da Marca da Panônia. Gozilo desaparece das fontes depois de 874, e estava morto ou foi removido de seu ofício em ca. 876. Pensa-se que foi o arconte de nome incerto enviado como vassalo franco contra uma revolta de croatas dálmatas e caiu no campo de batalha. Após sua ausência, o independente Principado de Balatão foi organizado dentro da Frância.

## Títulos
- "Conde dos Eslavos" (comes de Sclavis nomine Chezul)[3]
- "Duque" (Chezil dux), postumamente entre 876 e 880[12]